# Mercy College of Health Sciences
Il Mercy College of Health Sciences è un'università privata di indirizzo cattolico con sede a Des Moines, nello stato americano dell'Iowa.
Il Mercy Hospital Training School fu fondata nel 1899 dalle suore della misericordia per la formazione delle religiose della congregazione destinate al servizio infermieristico nell'ospedale che le stesse religiose avevano aperto a Des Moines nel 1893. La scuola fu elevata al rango di college nel 1995.